# Список закритих та видалених Вікіпедій
Це повний список Вікіпедій, які колись повноцінно функціонували, але з тих чи інших причин були закриті та зараз доступні лише для читання або цілком видалені. Станом на березень 2017 року закритих Вікіпедій — 10, а видалених — 5.

## Молдовська Вікіпедія
Молдовська Вікіпедія (рум. Википедия) — закритий та згодом видалений розділ Вікіпедії «молдовською мовою» (назва румунської мови у Молдові).
Історія
- Створена у 2003 році[2].
- Серпень 2005 — створена 200-та стаття[3].
- Закрита у 2006 році[4].
- Припинила існування в листопаді 2017 року внаслідок видалення всього змісту та створення замість Головної сторінки перенаправлення на румунську вікіпедію[5].

Статистика
Молдовська Вікіпедія станом на 26 березня 2025 року містить 0 статей, 0 зареєстрованих користувачів, 0 активних дописувачів. Адміністраторів розділ не має
. Загальна кількість сторінок в молдовській Вікіпедії — 0, редагувань — 0, мультимедійні файли відсутні
. Глибина молдовської Вікіпедії дуже мала і становить лише 0 пунктів
.
Посилання
Сайт молдовської Вікіпедії Моб. сайт молдовської Вікіпедії  Статистика  Порівняльна стат. 

## Вікіпедія мовою ндонга
Вікіпедія мовою ндонга — закритий розділ Вікіпедії мовою ндонга.
Історія
- Створена у 2005 році[2].
- закрита у 2010 році[7].

Статистика
Вікіпедія мовою ндонга станом на 26 березня 2025 року містить 8 статей, 2393 зареєстрованих користувачів, 1 активного дописувача, 1 адміністратора
. Загальна кількість сторінок у Вікіпедії мовою ндонга — 442, редагувань — 5928, мультимедійні файли відсутні
. Глибина Вікіпедії мовою ндонга дуже велика і становить аж 39471.7 пунктів
.
Відвідуваність головної сторінки Вікіпедії мовою ндонга за останні два місяці:
Посилання
Сайт Вікіпедії мовою ндонга Моб. сайт Вікіпедії мовою ндонга  Статистика  Порівняльна стат. 

## Чоктавська Вікіпедія
Чоктавська Вікіпедія — закритий розділ Вікіпедії чоктавською мовою.
Історія
- Створена у 2004 році[2].
- закрита у 2007 році[9].

Статистика
Чоктавська Вікіпедія станом на 26 березня 2025 року містить 6 статей, 1818 зареєстрованих користувачів, 1 активного дописувача, 1 адміністратора
. Загальна кількість сторінок в чоктавській Вікіпедії — 201, редагувань — 4221, мультимедійні файли відсутні
. Глибина чоктавської Вікіпедії дуже велика і становить аж 22181.3 пунктів
.
Відвідуваність головної сторінки чоктавської Вікіпедії за останні два місяці:
Посилання
Сайт чоктавської Вікіпедії Моб. сайт чоктавської Вікіпедії  Статистика  Порівняльна стат. 

## Маршальська Вікіпедія
Маршальська Вікіпедія — закритий розділ Вікіпедії маршальською мовою.
Історія
- Створена у 2004 році[2].
- закрита у 2008 році[11].

Статистика
Маршальська Вікіпедія станом на 26 березня 2025 року містить 4 статті, 2149 зареєстрованих користувачів, 1 активного дописувача, 1 адміністратора
. Загальна кількість сторінок в маршальській Вікіпедії — 206, редагувань — 4213, мультимедійні файли відсутні
. Глибина маршальської Вікіпедії дуже велика і становить аж 52156.3 пунктів
.
Відвідуваність головної сторінки маршальської Вікіпедії за останні два місяці:
Посилання
Сайт маршальської Вікіпедії Моб. сайт маршальської Вікіпедії  Статистика  Порівняльна стат. 

## Вікіпедія мовою кваньяма
Вікіпедія мовою кваньяма — закритий розділ Вікіпедії мовою кваньяма.
Історія
- Створена у 20? році[2].
- закрита у 2007 році[13].

Статистика
Вікіпедія мовою кваньяма станом на 26 березня 2025 року містить 4 статті, 1385 зареєстрованих користувачів, 1 активного дописувача, 1 адміністратора
. Загальна кількість сторінок у Вікіпедії мовою кваньяма — 114, редагувань — 3549, мультимедійні файли відсутні
. Глибина Вікіпедії мовою кваньяма дуже велика і становить аж 23543.3 пунктів
.
Відвідуваність головної сторінки Вікіпедії мовою кваньяма за останні два місяці:
Посилання
Сайт Вікіпедії мовою кваньяма Моб. сайт Вікіпедії мовою кваньяма  Статистика  Порівняльна стат. 

## Вікіпедія мовою носу
Вікіпедія мовою носу — закритий розділ Вікіпедії мовою носу.
Історія
- Створена у 2004 році[2].
- закрита у 2007 році[15].

Статистика
Вікіпедія мовою носу станом на 26 березня 2025 року містить 3 статті, 2038 зареєстрованих користувачів, 1 активного дописувача, 1 адміністратора
. Загальна кількість сторінок у Вікіпедії момовю носу — 188, редагувань — 11 654, мультимедійні файли відсутні
. Глибина Вікіпедії мовою носу дуже велика і становить аж 235731.8 пунктів
.
Відвідуваність головної сторінки Вікіпедії мовою носу за останні два місяці:
Посилання
Сайт Вікіпедії мовою носу Моб. сайт Вікіпедії мовою носу  Статистика  Порівняльна стат. 

## Вікіпедія мовою гірі-моту
Вікіпедія мовою гірі-моту — закритий розділ Вікіпедії мовою гірі-моту.
Історія
- Створена у 2004 році[2].
- закрита у 2007 році[17].

Статистика
Вікіпедія мовою гірі-моту станом на 26 березня 2025 року містить 3 статті, 1583 зареєстрованих користувачів, 1 активного дописувача, 1 адміністратора
. Загальна кількість сторінок у Вікіпедії момовю гірі-моту — 129, редагувань — 3787, мультимедійні файли відсутні
. Глибина Вікіпедії мовою гірі-моту дуже велика і становить аж 51785 пунктів
.
Відвідуваність головної сторінки Вікіпедії мовою гірі-моту за останні два місяці:
Посилання
Сайт Вікіпедії мовою гірі-моту Моб. сайт Вікіпедії мовою гірі-моту  Статистика  Порівняльна стат. 

## Афарська Вікіпедія
Афарська Вікіпедія — закритий розділ Вікіпедії афарською мовою.
Історія
- Створена у 2005 році[2].
- закрита у 2008 році[19].

Статистика
Афарська Вікіпедія станом на 26 березня 2025 року містить 0 статей, 4071 зареєстрованого користувача, 1 активного дописувача, 1 адміністратора
. Загальна кількість сторінок в афарській Вікіпедії — 510, редагувань — 4692, мультимедійні файли відсутні
. Глибина афарської Вікіпедії дуже мала і становить лише 0 пунктів
.
Відвідуваність головної сторінки афарської Вікіпедії за останні два місяці:
Посилання
Сайт афарської Вікіпедії Моб. сайт афарської Вікіпедії  Статистика  Порівняльна стат. 

## Крикська Вікіпедія
Крикська Вікіпедія — закритий розділ Вікіпедії крикською мовою.
Історія
- Створена у 2004 році[2].
- закрита у 2007 році[21].

Статистика
Крикська Вікіпедія станом на 26 березня 2025 року містить 1 статтю, 2356 зареєстрованих користувачів, 1 активного дописувача, 1 адміністратора
. Загальна кількість сторінок в крикській Вікіпедії — 115, редагувань — 3604, мультимедійні файли відсутні
. Глибина крикської Вікіпедії дуже велика і становить аж 407283.3 пунктів
.
Відвідуваність головної сторінки крикської Вікіпедії за останні два місяці:
Посилання
Сайт крикської Вікіпедії Моб. сайт крикської Вікіпедії  Статистика  Порівняльна стат. 

## Вікіпедія мовою канурі
Вікіпедія мовою канурі — закритий розділ Вікіпедії мовою канурі.
Історія
- Створена у 2006 році[2].
- закрита у 2007 році[23].

Статистика
Вікіпедія мовою канурі станом на 26 березня 2025 року містить 0 статей, 5473 зареєстрованих користувачів, 1 активного дописувача, 1 адміністратора
. Загальна кількість сторінок у Вікіпедії момовю канурі — 162, редагувань — 4642, мультимедійні файли відсутні
. Глибина Вікіпедії мовою канурі дуже мала і становить лише 0 пунктів
.
Відвідуваність головної сторінки Вікіпедії мовою канурі за останні два місяці:
Посилання
Сайт Вікіпедії мовою канурі Моб. сайт Вікіпедії мовою канурі  Статистика  Порівняльна стат. 

## Вікіпедія мовою гереро
Вікіпедія мовою гереро — закритий розділ Вікіпедії мовою гереро.
Історія
- Створена у 2004 році[2].
- закрита у 2007 році[25].

Статистика
Вікіпедія мовою гереро станом на 26 березня 2025 року містить 0 статей, 3769 зареєстрованих користувачів, 1 активного дописувача, 1 адміністратора
. Загальна кількість сторінок у Вікіпедії момовю гереро — 175, редагувань — 4484, мультимедійні файли відсутні
. Глибина Вікіпедії мовою гереро дуже мала і становить лише 0 пунктів
.
Відвідуваність головної сторінки Вікіпедії мовою гереро за останні два місяці:
Посилання
Сайт Вікіпедії мовою гереро Моб. сайт Вікіпедії мовою гереро  Статистика  Порівняльна стат. 

## Видалені Вікіпедії
Вікіпедії, які колись повноцінно функціонували, але згодом були видалені (станом на березень 2017 року таких Вікіпедій — 4):
1. Клінгонська Вікіпедія — Вікіпедія клінгонською, штучною мовою, яку розробив лінгвіст Марк Окранд спеціально для франшизи «Зоряний шлях». Вікіпедія була створена в червні 2004 року, а у серпні 2005 видалена за рішенням Джиммі Вейлза.[27]
2. Сибірська Вікіпедія — Вікіпедія т. з. «сибірською мовою». Створена у 2006 році. 2007 року видалена (вміст було перенесено на окремий сайт).
3. Вікіпедія мовою токі пона — Вікіпедія штучною мовою токі пона.
4. Вікіпедія 11 вересня (англ. The September 11 Wiki, Sep11wiki) — меморіальний розділ Вікіпедії англійською мовою, присвячений подіям 11 вересня 2001 року. Заснований у 2001 році, закритий у 2006 році, видалений у 2008 році.